# Grøngård Slotsruin
Grøngård (nævnt 1613 som Grønhoff, grønne = jord udlagt til græs) er en slotsruin lidt syd for vandløbet Grønå, ca. 8 km øst for Tønder i Sønderjylland. Grøngård blev opført ca. 1570 som jagtslot af hertug Hans den Ældre. Det var formentlig tegnet af arkitekten Hercules von Oberberg med forbilleder i samtidig italiensk-fransk renæssancearkitektur. Efter hertug Hans' død 1580 blev slottet kun sjældent benyttet, og det blev derfor nedrevet 1648-1653. Slottet havde ydermålene 16 m x 18 m.
Slottet, som lå som midtpunkt i en kunstigt anlagt sø, var en treetagers, næsten kvadratisk bygning på granitsokkel opført af røde teglsten med dekoration i gotlandsk sandsten og havde fremspringende hjørnetårne og et søjlebåret galleri i hovedfacaden. Slottets stejle pyramidetag var måske tækket med flade teglplader (bæverhaler), de fire hjørnetårnes tagspidser med skifer og kronet af småspir af bly. Midt for nordfacaden skød et trappehus sig frem.
Slottets lokalitet blev påvist i 1946 af førstelærer V. Leick, Lydersholm. Ruinen blev undersøgt i 1953-54 og 1960 af Nationalmuseet og frilagt 1976-81 af Fredningsstyrelsen i samarbejde med Tønder Kommune.

## Galleri
- Model af jagtslottet på Kulturhistorie Tønder
- Rester af slottet på Kulturhistorie Tønder